# Образув (гміна)
Гміна Образув (пол. Gmina Obrazów) — сільська гміна у східній Польщі. Належить до Сандомирського повіту Свентокшиського воєводства.
Станом на 31 грудня 2011 у гміні проживало 6680 осіб.

## Територія
Згідно з даними за 2007 рік площа гміни становила 71.86 км², у тому числі:
- орні землі: 91.00%
- ліси: 3.00%

Таким чином, площа гміни становить 10.63% площі повіту.

## Населення
Станом на 31 грудня 2011:
| Опис     | Загалом | Загалом | Чоловіки | Чоловіки | Жінки | Жінки |
| -------- | ------- | ------- | -------- | -------- | ----- | ----- |
| одиниця  | осіб    | %       | осіб     | %        | осіб  | %     |
| все      | 6680    | 100     | 3268     | 48.92    | 3412  | 51.08 |
| міське   | 0       | 100     | 0        |          | 0     |       |
| сільське | 6680    | 100     | 3268     | 48.92    | 3412  | 51.08 |

## Сусідні гміни
Гміна Образув межує з такими гмінами: Вільчице, Двікози, Клімонтув, Ліпник, Самбожець, Сандомир.